# Sororoditha hirsuta
Genre
Espèce
Synonymes
- Chthonius hirsutus Balzan, 1887

Sororoditha hirsuta, unique représentant du genre Sororoditha, est une espèce de pseudoscorpions de la famille des Tridenchthoniidae.

## Distribution
Cette espèce est endémique du Brésil. Elle se rencontre au Mato Grosso.

## Description
Sororoditha hirsuta mesure 1,60 mm.

## Publications originales
- Balzan, 1887 : Chernetidae nonnullae Sud-Americanae, I. Asuncion.
- Chamberlin & Chamberlin, 1945 : The genera and species of the Tridenchthoniidae (Dithidae). A family of the arachnid order Chelonethida. Bulletin of the University of Utah, Biological Series, vol. 9, no 2, p. 1-67 (texte intégral).